# Jaswant Singh (Hockeyspieler)
Jaswant Singh (* 10. August 1931 in Sadhar, heute Teil von Pakistan; † 14. Januar 2022 in Mumbai) war ein indischer Hockeyspieler.
Jaswant Singh gehörte bei den Olympischen Spielen 1960 in Rom der Indischen Hockeynationalmannschaft an, mit der er die Silbermedaille gewann.